# حشره‌خوار جنگلی بزرگ
 حشره‌خوار جنگلی بزرگ (نام علمی: Sylvisorex ollula) نام یک گونه از سرده حشره‌خوارهای جنگلی است.